# Karditsa (gmina)
Karditsa (gr. Δήμος Καρδίτσας, Dimos Karditsas) – gmina w Grecji, w administracji zdecentralizowanej Tesalia-Grecja Środkowa, w regionie Tesalia, w jednostce regionalnej Karditsa. W 2011 roku liczyła 56 747 mieszkańców. Powstała 1 stycznia 2011 roku w wyniku połączenia dotychczasowych gmin: Karditsa, Kambos, Itamos, Mitropoli i Kalifoni. Siedzibą gminy jest Karditsa.